# وعلان كليمنجاروي
وعلان كليمنجاروي (الاسم العلمي:Commelina kilimandscharica) هو نوع من النباتات يتبع جنس الوعلان من الفصيلة الوعلانية.